# Aegimia catharinensis
Aegimia catharinensis är en insektsart som beskrevs av Piza Jr. 1950. Aegimia catharinensis ingår i släktet Aegimia och familjen vårtbitare. Inga underarter finns listade i Catalogue of Life.